# Сухопутні війська Фінляндії
Сухопутні війська Фінляндії (фін. Suomen maavoimat, швед. Finländska armén) — один з видів збройних сил Фінляндії. Регіонально складається з трьох оперативних командувань — Західного, Східного і Північного.

## Структура
КОМАНДУВАННЯ СУХОПУТНИХ ВІЙСЬК (Maavoimien esikunta (MAAVE)) (Міккелі)
 (Командуючий сухопутних військ — генерал-лейтенант; Начальник-штабу — генерал-майор)
- Броньовання бригада (Panssariprikaati) (Парола, Рійгімякі і Соданкюля)
  - Командування (Esikunta (E/PSPR))
  - Хяменский броньований батальйон (Hämeen Panssaripataljoona (HÄMPSP))
  - Єгерський артилерійський полк (Jääkäritykistörykmentti (JTR))
  - Гельсінський протиповітряний полк (Helsingin Ilmatorjuntarykmentti (HELITR))
  - Центр радіоелектронної боротьби (Elektronisen sodankäynnin keskus (ELSOK))
  - Парольский тиловий батальйон (Parolan Huoltopataljoona (PARHP))
  - Тиловий центр (Huoltokeskus (Hkesk/PSPR))
  - Резерв:
    - Хяменська мобілізаціона губернія (Hämeen aluetoimisto)
    - Центрально-Фінляндська мобілізаційна губернія (Keski-Suomen aluetoimisto)
    - Пірканмааська мобілізаціона губернія (Pirkanmaan aluetoimisto)
- Гвардійський єгерський полк (Kaartin jääkärirykmentti) (столичний гарнізон) (Гельсінкі)
  - Командування (Esikunta (E/KAARTJR))
  - Гвардійський батальйон (Kaartin pataljoona (KAARTP))
  - Уусімаанський єгерский батальйон (Uudenmaan jääkäripataljoona (UUDJP)) (Гельсінкі)
  - Рота воєнної розвідки (Tiedustelukomppania)
  - Навчальний центр (Valmennuskeskus)
  - Тиловий центр (Huoltokeskus (HKESK))
  - Гвардійський воєнний оркестр (Kaartin Soittokunta)
  - Спортивна школа Сил оборони (Puolustusvoimien Urheilukoulu)
  - Резерв:
    - Уусімаанська мобілізаційна губернія (Uudenmaan aluetoimisto)
- Єгерськая бригада (Jääkäriprikaati) (Соданкюля і Рованіємі)
  - Командування (Esikunta (E/JPr))
  - Лапландський єгерський батальйон (Lapin Jääkäripataljoona (LapJP))
  - Рованіємський протиповітряний дивізіон (Rovaniemen Ilmatorjuntapatteristo (RovItPsto))
  - Лапландський воєнний оркестр (Lapin sotilassoittokunta (LAPSK))
  - 1-й Тиловий центр Соданкюля (1. Huoltokeskus Sodankylä (HKESK1)
  - 2-й Тиловий центр Сомеронгар'ю (2. Huoltokeskus Someronharjulla (HKESK2)
  - Резерв:
    - Лапландська мобілізаційна губернія (Lapin aluetoimisto)
- Кайнууская бригада (Kainuun prikaati) (Каяані)
  - Командування (Esikunta (E/JPr))
  - Кайнууский єгерський батальйон (Kainuun jääkäripataljoona (KAIJP))
  - Кайнууский артилерійський полк (Kainuun tykistörykmentti (KAITR))
  - Північний інженерний батальйон (Pohjan pioneeripataljoona (POHPIONP))
  - Північнофінляндський батальйон зв'язку (Pohjois-Suomen viestipataljoona (PSVP))
  - Куопіоський тиловий батальйон (Kuopion Huoltopataljoona (KUOHP))
  - Резерв:
    - північно-карельська мобілізаційна губернія (Pohjois-Karjalan aluetoimisto)
    - Північно-Остроботинська і Кайнууська мобілізаційна губернія (Pohjois-Pohjanmaan ja Kainuun aluetoimisto)
    - Північно-Савська мобілізаційна губернія (Pohjois-Savon aluetoimisto)
- Карельска бригада (Karjalan prikaati) (Валкеала)
  - Командування (Esikunta (E/KPr))
  - Кюменський єгерський батальйон (Kymen jääkäripataljoona (KYMJP))
  - Карельський артилерійський полк (Karjalan tykistörykmentti (KARTR))
  - Салпауссельський противоповітряний дивізіон (Salpausselän ilmatorjuntapatteristo (SALPITPSTO))
  - Кюменский інженерний батальйон (Kymen pioneeripataljoona (KYMPIONP))
  - Південно-Фінляндський батальйон зв'язку (Itä-Suomen viestipataljoona (I-SVP))
  - Карельский тиловий батальйон (Karjalan huoltopataljoona (KARHP))
  - Резерв:
    - Південно-Савська мобілізаційна губернія (Etelä-Savon aluetoimisto)
    - Південно-Фінляндська мобілізаційна губернія (Kaakkois-Suomen aluetoimisto)
- Порінська бригада (Porin prikaati) (Сякюля і Нійнісало)
  - Командування (Esikunta (E/PORPR))
  - Сатакунанський єгерський батальйон (SatJP) (Satakunnan Jääkäripataljoona (SatJP))
  - Пог'янмааньський єгерський батальйон (PohmJP) (Pohjanmaan Jääkäripataljoona (PohmJP))
  - Сатакунтанський батальйон інженерний і зв'язку (Satakunnan pioneeri — ja viestipataljoona (SatPionVP))
  - Сатакунтанський артилерійський полк (Satakunnan Tykistörykmentti (SatTR))
  - Південно-західнофінляндський тиловий батальйон (Varsinais-Suomen Huoltopataljoona (V-SHP))
  - Центр управління в кризових ситуаціях (Kriisinhallintakeskus (KriHaK))
  - Тиловий центр (Huoltokeskus (HKesk))
  - Резерв:
    - Піадено-західнофінляндмька мобілізаційна губернія (Lounais-Suomen aluetoimisto)
    - Пог'янмаанська мобілізаційна губернія (Pohjanmaan aluetoimisto)
- Уттійський єгерский полк (Utin jääkärirykmentti) (Утті)
  - Командування (Esikunta)
  - Спеціальний єгерський батальйон (Erikoisjääkäripataljoona (ERIKJP)) (армійський спецназ)
  - Вертольотний батальйон (Helikopteripataljoona (HEKOP)) (армійська авіація)
  - Рота підтримки (Tukikomppania (TUKIK))
  - Тиловий центр (Huoltokeskus (HKESK))
- Вища армійська школа (Maasotakoulu (MAASK)) (Лаппеєнранта і Хаміна)
  - Командування (Esikunta (E/MAASK))
  - Школа підготовки офіцерів резерву (Reserviupseerikoulu) (Гаміна)
  - Армійський навчальний центр (Koulutuskeskus) (Лаппеенранта)
  - Армійський випробувальний центр (Maavoimien tutkimuskeskus) (Гаміна)

Тилова підтримка оперативного рівня здійснення централізованої організації міністерства оборони.
Логістичне командування оборони (Puolustusvoimien logistiikkalaitos) (поза структурою сухопутних військ)
- 1-й полк логістики (1. Logistiikkarykmentti) (Тампере)
- 2-й полк логістики (2. Logistiikkarykmentti) (Турку)
- 3-й полк логістики (3. Logistiikkarykmentti) (Тіккакоскі)

## Бойовий склад
3 командування, 12 воєнних губерній, 22 бригади (бронетанкова, бронетанкова навчальна, 11 піхотних і 9 єгерських), 3 зенітних артилерійських полки, 16 інженерних батальйонів.
- Прикордонна охорона Фінляндії в складі близько 3600 людей, з яких близько 500 — призовники, які складають три батальйони прикордонних єгерів.
- Лапландський полк ПВО — 600 людей, 4 батареї.

## Техніка і оснащення
| Тип                  | Фото  | Виробництво/Країна | Призначення             | Варіант | Кількість | Примітки |
| Танки                | Танки | Танки              | Танки                   | Танки   | Танки     | Танки    |
| -------------------- | ----- | ------------------ | ----------------------- | ------- | --------- | -------- |
| Леопард 2            |       | Німеччина          | Основний бойовий танк   |         | 163       |          |
| Т-72                 |       | СРСР               | Основний бойовий танк   |         | 63        |          |
| Т-55М                |       | СРСР               | Основний бойовий танк   |         | 70        |          |
| Бойова машина піхоти |       |                    |                         |         |           |          |
| БМП-2                |       | СРСР               | Бойова машина піхотиБМП |         | 182       |          |
|                      | 350px | СРСР               | БТР                     |         | 538       |          |
| Артилерія            |       |                    |                         |         |           |          |
|                      | 350px |                    | Гармата                 |         | 684       |          |
|                      | 350px |                    | Самохідна Гаубиця       |         | 90        |          |
| РСЗВ                 |       |                    |                         |         |           |          |
|                      | 350px |                    | РСЗВ                    |         | 60        |          |
| Міномет              |       |                    |                         |         |           |          |
|                      | 350px |                    | Міномет                 |         | 361       |          |
| ПТКР                 |       |                    |                         |         |           |          |
|                      | 350px |                    | ПТКР                    |         | 180       |          |
| гелікоптер           |       |                    |                         |         |           |          |
|                      | 350px |                    | Гелікоптер              |         | 9         |          |

## Знаки розрізнення

### Генерали і офіцери
| Категорії          | Генерали | Генерали           | Генерали       | Генерали          | Старші офіцери | Старші офіцери    | Старші офіцери | Молодші офіцери | Молодші офіцери   | Молодші офіцери | Молодші офіцери    |
| ------------------ | -------- | ------------------ | -------------- | ----------------- | -------------- | ----------------- | -------------- | --------------- | ----------------- | --------------- | ------------------ |
|                    |          |                    |                |                   |                |                   |                |                 |                   |                 |                    |
| Фінське звання     | Kenraali | Kenraaliluutnantti | Kenraalimajuri | Prikaatikenraali  | Eversti        | Everstiluutnantti | Majuri         | Kapteeni        | Yliluutnantti     | Luutnantti      | Vänrikki           |
| Український аналог | Генерал  | Генерал- лейтенант | Генерал-майор  | Бригадний генерал | Полковник      | Підполковник      | Майор          | Капітан         | Старший лейтенант | Лейтенант       | Молодший лейтенант |

### Сержанти і солдати
| Категорії          | Підофіцери        | Підофіцери | Підофіцери | Сержанти        | Сержанти  | Сержанти         | Солдати        | Солдати  |
| ------------------ | ----------------- | ---------- | ---------- | --------------- | --------- | ---------------- | -------------- | -------- |
|                    |                   |            |            |                 |           |                  |                |          |
| Фінське звання     | Sotilasmestari    | Ylivääpeli | Vääpeli    | Ylikersantti    | Kersantti | Alikersantti     | Korpraali      | Sotamies |
| Український аналог | Старший прапорщик | Прапорщик  | Старшина   | Старший сержант | Сержант   | Молодший сержант | Старший солдат | Рядовий  |